# Clawson (Michigan)
Pour les articles homonymes, voir Clawson.
Clawson est une ville située dans l’État américain du Michigan. Elle est une banlieue de Détroit, dans le comté d'Oakland. Selon le recensement de 2000, sa population est de 12 732 habitants.